# Episodi di Moral Orel
Elenco degli episodi della serie televisiva animata Moral Orel.
La prima stagione, composta da 10 episodi, è stata trasmessa negli Stati Uniti, da Adult Swim, dal 13 dicembre 2005 al 31 luglio 2006. La seconda stagione, composta da 20 episodi, è stata trasmessa dal 13 novembre 2006 al 16 luglio 2007. La terza stagione, composta da 13 episodi, è stata trasmessa dal 9 ottobre al 18 dicembre 2008.
Un episodio speciale intitolato Beforel Orel: Trust è stato trasmesso il 19 novembre 2012.
In Italia la serie è inedita.
| nº               | Codice di produzione | Titolo originale         | Prima TV USA     |
| Prima stagione   | Prima stagione       | Prima stagione           | Prima stagione   |
| ---------------- | -------------------- | ------------------------ | ---------------- |
| 1                | 101                  | The Lord's Greatest Gift | 22 gennaio 2006  |
| 2                | 102                  | God's Chef               | 31 luglio 2006   |
| 3                | 103                  | Charity                  | 6 febbraio 2006  |
| 4                | 104                  | Waste                    | 30 gennaio 2006  |
| 5                | 105                  | The Blessed Union        | 20 febbraio 2006 |
| 6                | 106                  | Omnipresence             | 13 febbraio 2006 |
| 7                | 107                  | God-Fearing              | 27 febbraio 2006 |
| 8                | 108                  | Loyalty                  | 22 maggio 2006   |
| 9                | 109                  | Maturity                 | 29 maggio 2006   |
| 10               | 110                  | The Best Christmas Ever  | 13 dicembre 2005 |
| Seconda stagione |                      |                          |                  |
| 1                | 201                  | God's Image              | 13 novembre 2006 |
| 2                | 218                  | Love                     | 20 novembre 2006 |
| 3                | 204                  | Satan                    | 27 novembre 2006 |
| 4                | 207                  | Elemental Orel           | 4 dicembre 2006  |
| 5                | 210                  | Offensiveness            | 11 dicembre 2006 |
| 6                | 206                  | God's Blunders           | 18 dicembre 2006 |
| 7                | 202                  | Pleasure                 | 25 dicembre 2006 |
| 8                | 211                  | The Lord's Prayer        | 15 gennaio 2007  |
| 9                | 203                  | Holy Visage              | 22 gennaio 2007  |
| 10               | 213                  | Be Fruitful and Multiply | 29 gennaio 2007  |
| 11               | 208                  | Praying                  | 30 aprile 2007   |
| 12               | 205                  | Repression               | 7 maggio 2007    |
| 13               | 214                  | Turn the Other Cheek     | 14 maggio 2007   |
| 14               | 215                  | Geniusis                 | 21 maggio 2007   |
| 15               | 217                  | Courtship                | 4 giugno 2007    |
| 16               | 209                  | School Pageant           | 11 giugno 2007   |
| 17               | 216                  | Presents for God         | 18 giugno 2007   |
| 18               | 220                  | Orel's Movie Premiere    | 2 luglio 2007    |
| 19               | 212                  | Nature (Part 1)          | 9 luglio 2007    |
| 20               | 219                  | Nature (Part 2)          | 16 luglio 2007   |
| Terza stagione   |                      |                          |                  |
| 1                | 301                  | Numb                     | 17 marzo 2008    |
| 2                | 302                  | Grounded                 | 1º aprile 2008   |
| 3                | 308                  | Innocence                | 16 ottobre 2008  |
| 4                | 303                  | Alone                    | 21 ottobre 2008  |
| 5                | 304                  | Trigger                  | 23 ottobre 2008  |
| 6                | 306                  | Dumb                     | 29 ottobre 2008  |
| 7                | 309                  | Help                     | 4 novembre 2008  |
| 8                | 305                  | Passing                  | 5 novembre 2008  |
| 9                | 307                  | Closeface                | 11 novembre 2008 |
| 10               | 310                  | Sundays                  | 13 novembre 2008 |
| 11               | 311                  | Sacrifice                | 17 novembre 2008 |
| 12               | 312                  | Nesting                  | 18 novembre 2008 |
| 13               | 313                  | Honor                    | 19 dicembre 2008 |
| Episodi speciali |                      |                          |                  |
| 1                | N/A                  | Beforel Orel: Trust      | 18 novembre 2012 |

## The Lord's Greatest Gift
- Titolo originale: The Lord's Greatest Gift
- Diretto da: Dino Stamatopoulos
- Scritto da: Dino Stamatopoulos

### Trama
Orel crede che tutti coloro che sono sepolti nel cimitero manchino di rispetto a Dio rifiutando il suo dono più grande, la vita. Decide di riportare in vita il nonno morto del suo migliore amico Doughy usando il Necronomicon che ha rubato dalla biblioteca e credendo ingenuamente che i vestiti immutati del cadavere lo facciano puzzare, lo spoglia nudo. Il nonno di Doughy prende vita come zombi e uccide un vicino ufficiale di polizia, che Orel riporta in vita dopo averlo spogliato della sua uniforme insanguinata. In pochi minuti, Moralton viene terrorizzato da zombi nudi e carnivori. Il padre di Orel gli spiega che tutti hanno paura della nudità degli zombi, cosa proibita dall'11° comandamento "perduto": Orel e la sua famiglia procedono a vestire gli zombi che continuano a terrorizzare la città, mentre gli altri ridono di loro.

## God's Chef
- Titolo originale: God's Chef
- Diretto da: Scott Adsit
- Scritto da: Dino Stamatopoulos

### Trama
Orel scopre la masturbazione e dopo essersi intrufolato nel bagno della scuola, il bidello Clicky lo sorprende. Il preside Fakey e il reverendo Putty gli dicono che la masturbazione è peggio dell'omicidio e che andrà all'inferno per questo, affermando che ogni spermatozoo deve essere usato per fare i bambini. Volendo continuare a masturbarsi senza andare all'inferno, Orel chiede a Clay da dove vengono i bambini. Clay usa un libro di racconti sulla fecondazione adatto per la sua età e spiega che ogni notte lo "chef di Dio" scende dal cielo per riempire le donne addormentate con la sua "deliziosa glassa dal suo santo sacco da pasticcere". Orel prende prontamente in prestito la sacca da pasticcere di sua madre e inizia a irrompere nelle case ogni notte, riempiendo le borse con il suo sperma e ingravidando le donne addormentate, autoproclamandosi "chef di Dio". Dopo un mese, l'intero isolato è colpito da un'ondata di gravidanze, destando allarme nella comunità poiché alcune coppie non avevano ancora consumato. Orel viene colto sul fatto quella notte e la polizia lo porta via quando arriva Clay che lo porta nello studio. Dopo che Orel ammette di averlo fatto perché voleva diffondere il suo seme, Clay spiega che lo "chef di Dio" è una figura mitica come Babbo Natale o Charles Darwin. Dopo una strana piega degli eventi, Clay afferma che mantenere Orel all'oscuro del sesso era un comportamento sbagliato e scorretto. Spiega quindi a Orel che l'unico modo per fare bambini è la posizione del missionario, cita il perduto 12° Comandamento e ammonisce Orel per aver usato il sacco da pasticcere come uno strumento divertente e insolito. Dopo aver ammesso di aver sbagliato, Orel chiede se dovrebbe dare una sculacciata a Clay, condividendo una risata prima che Clay si rifiuti rapidamente.

## Charity
- Titolo originale: Charity
- Diretto da: Dino Stamatopoulos
- Scritto da: Dino Stamatopoulos

### Trama
Quando inizia un lavoro part-time in farmacia, Orel apprende che i buoni cristiani dovrebbero aiutare i poveri. Decide di dare ad un senzatetto, il quale si scopre essere uno spacciatore di droga, i soldi che ha guadagnato con il suo lavoro in cambio di crack. Sapendo che i buoni cristiani non sprecano mai nulla, Orel è obbligato a fumarlo e ne diventa dipendente fino a iniettarselo. Presto lascia il lavoro per fare più soldi donando il sangue. Alla fine il commerciante viene arrestato e il padre di Orel affronta il figlio spiegandogli che non stava aiutando un povero e che essendo uno spacciatore era ricco e "fortunato". Senza proferire sul fatto di aver fumato o sparato, Clay rimprovera Orel per aver usato lo slang, proibito nel 13° comandamento "perduto". Clay confisca il crack per donarlo in beneficenza al doppio dei soldi.

## Waste
- Titolo originale: Waste
- Diretto da: Scott Adsit
- Scritto da: Dino Stamatopoulos

### Trama
Orel inizia a bere la propria urina in modo da non sprecarla, cosa proibita dal 14° comandamento "perduto". Porta la sua urina a scuola e inizia a migliorare grazie alla ricchezza di vitamine al suo interno. Il suo insegnante di ginnastica, Coach Stopframe, dice al resto dei suoi studenti di iniziare a prendere la nuova misteriosa "bevanda energetica" di Orel. Quando gli studenti si rivolgono a Orel per averne, decide di venderlo e la squadra di atletica entra nel campionato statale. Quando Clay lo scopre, costringe Orel a dire la verità a tutta la scuola. Dopo che Orel si è scusato, viene punito dal padre.

## The Blessed Union
- Titolo originale: The Blessed Union
- Diretto da: Dino Stamatopoulos
- Scritto da: Dino Stamatopoulos

### Trama
Orel impara che gli uomini dovrebbero fare tutto il possibile per mantenere felici le loro mogli, così che Dio trovi più facile ascoltare le loro preghiere. Va in giro per la città chiedendo alla gente come farlo. Il suo insegnante non è disposto a rispondere alle sue domande dopo le lezioni e il bibliotecario decide di protestare fuori dalla chiesa del reverendo Putty perché sta trasmettendo queste idee nella testa dei bambini. Successivamente chiede ai suoi genitori, tuttavia sua madre è occupata a pulire mentre suo padre gli dice di leggere riviste scritte da uomini che pensano di sapere cosa vogliono le donne. Orel va in farmacia e inizia a leggere riviste; quando il proprietario lo vede, consiglia al ragazzo una rivista per adulti che porta Orel in un sexy shop. Chiede alla proprietaria Stephanie un piercing che aumenterà il piacere del rapporto, e lei gli fa un piercing Prince Albert. Dopo la procedura, Orel sviluppa una cotta per lei. Nella palestra della scuola, l'allenatore Stopframe nota il piercing di Orel. Chiama Clay, che ha scritto il suo numero su un tovagliolo con la frase "Chiamami" sottolineata. Di ritorno al sexy shop, Orel cerca di trovare il modo di passare del tempo con Stephanie. Lo delude dolcemente, dicendogli di uscire o che altrimenti non crescerà mai. Dopo essere andato, Stephanie ha dei "dolori materni" e decide di farsi un piercing per liberarsene. Clay raggiunge Orel e lo trascina nello studio, dove spiega che Stephanie è stata gentile perché è "diversa" dagli altri. Spiega inoltre che le donne non hanno bisogno che gli uomini si facciano i piercing perché sono più intelligenti.

## Omnipresence
- Titolo originale: Omnipresence
- Diretto da: Scott Adsit
- Scritto da: Dino Stamatopoulos

### Trama
Orel scopre che Dio è in tutto e in tutti. Il giorno dopo a scuola, discute con la sua insegnante, la signora Sculptham, dopo aver ricevuto un brutto voto, affermando di credere che non può sbagliarsi con Dio dentro di lui. Pensando che tutto, incluso se stesso, dovrebbe essere trattato divinamente, esce da scuola e attraverso la città, arrivando infine a un lago. Prima che possa provare a camminare sull'acqua, vede un uomo che cerca di suicidarsi e chiama i servizi di emergenza sanitaria; la polizia arriva e arresta l'uomo, poiché il suicidio è un reato. Dopo aver salvato qualcuno, Orel si dirige in ospedale per ripetere le sue azioni. L'infermiera Bendy lo asseconda e gli permette di visitare i malati. Trova un uomo su una sedia a rotelle che si scopre essere un medico che si sta riposando sulla sedia, tuttavia Orel pensa di averlo salvato e si trasferisce da un'anziana signora in supporto vitale. Non è in grado di guarirla, quindi lei gli chiede di toglierle il dolore staccando la spina. L'infermiera Bendy lo sorprende nel momento e chiama Clay, il quale spiega che mentre Dio è in ogni cosa, non c'è abbastanza di lui in quelle azioni per fare la differenza e che non può agire come giudice.

## God-Fearing
- Titolo originale: God-Fearing
- Diretto da: Dino Stamatopoulos
- Scritto da: Dino Stamatopoulos

### Trama
Ad Halloween, un agente di polizia visita la scuola e dice ai bambini che gli unici costumi "sicuri" sono quelli che promuovono Dio. Quella notte i bambini vanno in una casa infestata allestita come chiesa e Orel non dimostra di avere paura, affermando che dal momento che Dio e Gesù sono dalla sua parte, non ha motivo di temere niente o nessuno. In chiesa il giorno dopo, apprende che se compi dei peccati, tutto ciò che devi fare è pentirti e Dio ti perdonerà. Orel è intentato a far arrabbiare Dio infrangendo tutti i Dieci Comandamenti, tuttavia si pente il giorno successivo. Infrange ogni comandamento ma ha problemi con il "Non uccidere", che infrange inavvertitamente quando cerca di aiutare un vecchio ad attraversare la strada, con un'auto che colpisce e uccide l'uomo. Clay organizza un incontro con il reverendo Putty per Orel. Putty afferma che non importa quale giorno dell'anno sia e che Dio è l'unica cosa che chiunque dovrebbe temere.

## Loyalty
- Titolo originale: Loyalty
- Diretto da: Jay Johnston
- Scritto da: Dino Stamatopoulos

### Trama
Quando la famiglia giunge in chiesa una mattina, Orel incontra l'allenatore Stopframe e lui lo presenta a suo nipote Joe. Stopframe chiede a Orel di essere il "compagno biblico" di Joe, poiché non è ancora del tutto ambientato nella scena del cristianesimo. Orel accetta ei ragazzi si siedono insieme durante un sermone in cui si afferma che un aspetto importante dell'amicizia è la lealtà eterna, tuttavia Joe si rivela essere un sociopatico violento. Orel è scettico su questo comportamento, ma ricordando ciò che ha appreso sulla lealtà nell'amicizia, si unisce con riluttanza al "divertimento" di Joe invece di passare del tempo con i suoi amici, che vanno da Clay con la preoccupazione del pericoloso interesse di Orel per Joe. Joe conduce Orel nel bosco per picchiare alcuni "omosessuali" (in realtà due ragazzini che si baciano a turno sulle guance con gioia innocente). Clay si avvicina e ordina a Orel di salire in macchina. Parlano nello studio di Clay mentre il ragazzo che Orel stava picchiando mette fuori combattimento Joe e riprende a baciare il suo amico. Clay rimprovera Orel non per aver fatto qualcosa che sapeva che era sbagliato, ma per aver trascurato tutti gli altri suoi amici a favore di un solo amico. Afferma che Orel avrebbe dovuto invitare tutti i suoi amici a venire con lui e Joe e unirsi a qualunque cosa stesse succedendo.

## Maturity
- Titolo originale: Maturity
- Diretto da: Dino Stamatopoulos
- Scritto da: Dino Stamatopoulos

### Trama
Orel e il suo fratellino Shapey sono in giardino e il piccolo sta mirando a casaccio con la sua pistola ad aria compressa. Orel rimprovera Shapey per essere sbadato e Shapey inizia a fare i capricci. La loro madre, impegnata in cucina, dice a Orel di giocare bene con Shapey o i vicini penseranno che sia un cattivo genitore. Mentre Orel cerca di spiegare la situazione, Shapey infila la canna nell'occhio di Orel e preme il grilletto. Il padre di Orel lo ammonisce per l'incidente e gli dice di essere più responsabile e maturo. Per saperne di più sugli adulti, Orel visita il pub locale e vede gli adulti di Moralton che riversano i loro dolori nell'alcool. Orel scopre che la chiave per essere adulti è bere lo speciale "succo della maturità". Torna a casa e va nello studio di suo padre, dove trova il suo liquore. Si ubriaca così tanto che si considera di mezza età e poi vecchio. Quando Clay lo coglie sul fatto, afferma semplicemente che non deve bere alcolici per essere più maturo.

## The Best Christmas Ever
- Titolo originale: The Best Christmas Ever
- Diretto da: Scott Adsit, Jay Johnston e Dino Stamatopoulos
- Scritto da: Dino Stamatopoulos

### Trama
Alla Vigilia di Natale, Orel apprende della seconda venuta di Gesù e che potrebbe già essere sulla Terra. Quando sente i suoi genitori discutere della nascita non pianificata del suo fratellino fortemente viziato Shapey, Orel crede che il fratello sia Gesù rinato. Dopo aver rivelato che è il risultato di una relazione extraconiugale, Bloberta annuncia che vuole divorziare da Clay. La mattina di Natale, Orel fa tutto il possibile per rendere felice Shapey e finisce per unirsi a lui nel distruggere il presepe. Orel viene richiamato all'attenzione da sua madre, la quale decide di raccontargli del divorzio. Quella notte, Orel vede suo padre depresso e intento a bere nel pub locale. Orel osserva che questo potrebbe non essere stato il miglior Natale di sempre, tuttavia si ricrede poco dopo. Decide quindi di fissare il cielo in attesa di un intervento divino che, implicitamente, non è mai arrivato.

## God's Image
- Titolo originale: God's Image
- Diretto da: Chris McKay
- Scritto da: Dino Stamatopoulos, Nick Weidenfeld e Scott Adsit

### Trama
I genitori di Orel si riuniscono con riluttanza dopo la loro proposta di divorzio nell'episodio precedente. Nel frattempo, il piccolo Billy Figurelli si fa male e Orel nota che la fascia ("dal colore della pelle di Dio") non si lega come fa con la pelle di Orel o quella di altri ragazzi che conosce. Orel spinge Moralton a separare il popolo di Dio dai Figurelli, l'unica famiglia non WASP italo-americana in città. Ciò porta a una forma di razzismo al contrario, poiché la famiglia viene mandata a vivere in una grande villa fuori città per liberarsi dalla teocrazia repressiva che controlla la città di Moralton. Gli uomini di Moralton diventano gelosi del fatto che i Figurelli abbiano una casa migliore delle loro e che i loro figli, vedendo come vivono bene i Figurelli, stiano adottando i loro manierismi. Decidono di bruciare la casa dei Figurelli, tuttavia quando l'incendio si estende a tutti gli altri edifici di Moralton tranne la chiesa e la casa dei Figurelli, tutti vedono Orel come la radice dell'intero problema e ogni uomo e donna in città lo colpisce con una cinghia. Gli insegnano che le sue azioni lo hanno reso scomodo per i razzisti, eliminando così il bisogno di discriminazione.

## Beforel Orel: Trust
- Titolo originale: Beforel Orel: Trust
- Diretto da: Duke Johnson
- Scritto da: Dino Stamatopoulos

### Trama
Orel, un bambino innocente e puro di 4 anni, sa poco o niente del mondo e delle persone che lo circondano. Non sa nemmeno chi sia Dio. Dopo aver trascorso del tempo con suo nonno e aver assistito alla nascita di suo fratello Shapey, Orel si chiede se questa sia una prova dell'esistenza di Dio, con grande disgusto di Moralton.
- Ascolti USA: telespettatori 1.213.000 – rating/share 18-49 anni.[2]